# Šajtánův prstoklad
Šajtánův prstoklad, též šejtanův prstoklad, arabsky عزف الشيطان se váže jednak obecně k obtížnému místu ve hře na loutnu ve všech významných jazycích blízkovýchodního areálu (např. persky عزف ديو), avšak vztahuje se též k prstokladu, který se v tomto areálu rozšířil, a který se někdy nesprávně připisuje Júsufovi al-Mas'údímu, ten ho převzal od Jábira al-Akšáního.
Traduje se také, že je staršího data a že původně znamenal něco úplně jiného: prozrazoval prý sled postupů při výrobě zlata, nebo též pořadí, v jakém mají být vysazovány stromy, aby od jara do podzimu nesly čerstvé ovoce, a teprve později se z něj přenesením do hudební sféry stal prstoklad. Španělská verze se dochovala v kytarové úpravě z 18. století, i z ní je patrno, že kromě deseti prstů je do hry zapojen i jedenáctý – podle legendy šajtan používal na příslušném místě i ocas.